# Grande vitello
Grande vitello è un album di Andrea Poltronieri di tipo studio.
È composto da 17 brani musicali, alcuni parodie di altre canzoni famose (indicate nella terza colonna), altri creati direttamente da Poltronieri, tra cui due in cui interpreta La Nives, in "Nives  2004" e in "Segreteria telefonica".

## Tracce
| #   | Titolo della canzone       | Titolo della canzone originale                                                           | Artista della canzone originale                     | Durata | Particolarità |
| --- | -------------------------- | ---------------------------------------------------------------------------------------- | --------------------------------------------------- | ------ | ------------- |
| 1.  | Sono Poltro vero           | Vero falso                                                                               | Paolo Meneguzzi                                     | 3:08   | -             |
| 2.  | Son pelato                 | Veramente                                                                                | Mario Venuti                                        | 3:44   | -             |
| 3.  | Toffee                     | Toffee                                                                                   | Vasco Rossi                                         | 4:13   | strumentale   |
| 4.  | La bala laica              | Primavera a Sarajevo                                                                     | Enrico Ruggeri                                      | 0:20   | -             |
| 5.  | Il matrimonio di Pavarotti | With or Without You Message in a Bottle Candle in the Wind Ken il guerriero L'Uomo Tigre | U2 The Police Elton John Spectra I cavalieri del re | 5:06   | -             |
| 6.  | Ho le emorroidi            | Wuthering Heights                                                                        | Kate Bush                                           | 0:27   | -             |
| 7.  | Il tuo fondo schiena       | Non me lo so spiegare                                                                    | Tiziano Ferro                                       | 1:56   | -             |
| 8.  | La pula                    | Mirage (Stasera la luna)                                                                 | Paps 'n' Skar                                       | 1:43   | -             |
| 9.  | Notti di autogrill         | Mary                                                                                     | Gemelli DiVersi                                     | 2:20   | -             |
| 10. | Stay                       | Stay                                                                                     | Tommy Vee                                           | 2:10   | -             |
| 11. | Your latest trick          | Your Latest Trick                                                                        | Dire Straits                                        | 6:30   | strumentale   |
| 12. | Nives 2004                 | -                                                                                        | -                                                   | 1:23   | -             |
| 13. | Il culo di mia zia         | Vieni da me                                                                              | Le Vibrazioni                                       | 4:04   | -             |
| 14. | Stairway to heaven         | Stairway to heaven                                                                       | Led Zeppelin                                        | 1:48   | strumentale   |
| 15. | Tu scoppi                  | Tu corri                                                                                 | Gemelli Diversi                                     | 3:21   | -             |
| 16. | Segreteria telefonica      | -                                                                                        | -                                                   | 0:13   | -             |
| 17. | Ciao                       | YMCA                                                                                     | Village People                                      | 0:12   | -             |